# رادیو گفتگو (فیلم)
رادیو گفتگو (به انگلیسی: Talk Radio) فیلمی محصول سال ۱۹۸۸ و به کارگردانی الیور استون است. در این فیلم بازیگرانی همچون اریک بوگوسیان، الک بالدوین، الن گرین، لزلی هوپ، جان کریستوفر مک‌گینلی، جان پنکاو، مایکل وینکات، زک گرینیر، آنا تامسون و آلن کوردانر ایفای نقش کرده‌اند.